# Low GI-dieet
Het Low GI-dieet is een zogenaamd laag-glykemisch dieet, dat in 2006 plotseling populair werd in de Amerika en in Engeland. Het is gebaseerd op de aanname dat je afvalt als de bloedsuikerspiegel laag gehouden wordt. Hiertoe moeten voedingsmiddelen die de bloedsuikerspiegel doen stijgen worden vermeden, zoals ontbijtgranen en aardappelpuree. In plaats daarvan moeten pinda's en volle melk worden geconsumeerd. Dit vergt echter veel kennis van het eten dat de consument gaat eten, om een uitgebalanceerd en toch laag-glykemisch dieet te kunnen samenstellen.

## Onderzoek
Ondanks de populariteit van het dieet was nog niet veel onderzoek gedaan naar de effectiviteit ervan. De Universiteit van Maastricht coördineerde van 2006 tot 2010 een Europees onderzoek naar het gezondheidseffect van laag-glykemisch eten.